# Natriumsulfat
Natriumsulfat (Na2SO4) er natriumsaltet af svovlsyre. Dekahydratet af natriumsulfat, Na2SO4·10H2O, er kendt som glaubersalt, opkaldt efter Johann Rudolph Glauber.